# 30 Urania
Urania /jʊəˈreɪniə/ (định danh hành tinh vi hình: 30 Urania) là một tiểu hành tinh lớn ở vành đai chính. Tiểu hành tinh này do nhà thiên văn học người Anh John Russell Hind phát hiện ngày 22 tháng 7 năm 1854 và được đặt theo tên Urania, nữ thần bảo trợ thiên văn học trong thần thoại Hy Lạp. Đây là tiểu hành tinh chót được John R. Hind phát hiện.